# Кучер Микола Миколайович
Мико́ла Микола́йович Ку́чер (нар. 9 березня 1991 — пом. 22 січня 2015) — старший солдат Збройних сил України, учасник російсько-української війни.

## Життєпис
Здобув освіту газоелектрозварювальника, 2009 року призваний до лав ЗСУ, проходив військову службу в 30-й бригаді.
У серпні 2014 року мобілізований до навчального центру № 184, село Старичі на Львівщині, через місяць переведений; старший механік-водій 25-ї Дніпропетровської окремої аеромобільної бригади.
Загинув 22 січня 2015-го у бою поблизу міста Авдіївки — від кількох наскрізних кульових поранень під час обстрілу, вчиненого терористами. Тоді ж полягли старший сержант Олександр Чумаченко, молодший сержант Микола Закарлюка, старші солдати Олексій Жадан та Андрій Стародуб, солдати Андрій Ткач й Олександр Черніков.
Без Миколи лишилися важкохворий батько, двоє старших сестер та брат.
Похований у селі Будо-Рижани.

## Нагороди та вшанування
- Указом Президента України № 436/2015 від 17 липня 2015 року, «за особисту мужність і високий професіоналізм, виявлені у захисті державного суверенітету та територіальної цілісності України, вірність військовій присязі», нагороджений орденом «За мужність» III ступеня (посмертно)[1].
- Вшановується в меморіальному комплексі «Зала пам'яті», в щоденному ранковому церемоніалі 22 січня[2][3].